# イソプレノール
イソプレノール（英語: isoprenol）または、3-メチル-3-ブテン-1-オール（英語: 3-methylbut-3-en-1-ol）は、ヘミテルペンアルコールの1つ。工業的にはプレノールの中間体として生産され、2001年の世界生産量は6千～1万3千トンと推定される。

## 合成
イソプレノールは、イソブテン（2-メチルプロペン）とホルムアルデヒドの反応によって合成される。
異性化によりプレノールが生成する。
この異性化反応はパラジウム触媒のような、過剰に水素化することなくアリル錯体を形成できる触媒で行われる。